# Konrad von Ergersheim
Konrad von Ergersheim († 19. Februar 1203) war von 1202 bis zu seinem Tod Elekt von Bamberg.

## Leben
Konrad von Ergersheim soll einem edelfreien Geschlecht aus der Diözese Würzburg entstammen. Bereits vor 1183 war er Domherr und nach 1185 Domkustos von Bamberg. Seit 1191 ist er als Priester nachgewiesen und von 1196 bis ~1200 war er Bamberger Dompropst.
Nach dem Tod des Bamberger Bischofs Timo wurde er in der Zeit zwischen dem 15. Oktober 1201 und Januar 1202 zu dessen Nachfolger gewählt. Die Regalien erhielt er im Januar 1202 von König Philipp in Halle. Dort soll er sich zusammen mit anderen Fürsten im deutschen Thronstreit gegen den päpstlichen Legaten gewandt haben. Vermutlich deshalb wurde ihm die päpstliche Zustimmung zur Bischofswahl versagt. Er verstarb am 19. Februar 1203 ohne die Bischofsweihe empfangen zu haben und wurde in der Krypta des St.-Georgs-Chores im Bamberger Dom bestattet. Sein Nachfolger kam wieder aus dem Geschlecht der Andechs-Meranier.